# جائحة فيروس كورونا في ليتوانيا
تعد جائحة كوفيد-19 في ليتوانيا جزءًا من الوباء العالمي المستمر لمرض فيروس كورونا المرتبط بالمتلازمة التنفسية الحادة الشديدة النوع 2 (SARS-CoV-2). أُكّد وصول الفيروس إلى ليتوانيا في فبراير 2020. وفي 18 مارس 2020، أُكّدت أول حالة محلية، وكانت الإصابة الأولى من أفراد العائلة المباشرين لحالة معروفة. بدأت الحالات الأولى لانتشار الفيروس في البلاد في 19 مارس وحدثت أول حالة وفاة ناتجة عن الفيروس في 20 مارس 2020.
أعلنت الحكومة الليتوانية في البداية الحجر الصحي من 16 مارس حتى 30 مارس، لكنه تمدّد لعدة مرات لاحقًا، ومن المقرر حاليًا أن ينتهي في 31 مايو.
حتى 25 مايو، لم يؤكّد وجود حالات إصابة بالفيروس في 3 من أصل 60 بلدية في ليتوانيا: بيرشتوناس، مقاطعة زاراساي، ومنطقة باكروجيس.

## الخلفية
في 12 يناير 2020، أكدت منظمة الصحة العالمية أن فيروس تاجي جديد كان سببًا لمرض تنفسي عند مجموعة من الناس في مدينة ووهان، في مقاطعة هوبي في الصين، والتي أُبلغَت منظمة الصحة العالمية عنها في 31 ديسمبر 2019.
كانت نسبة الإماتة عند مصابي كوفيد-19 أقل بكثير من نسب وفيات السارس لعام 2003، لكن انتقال العدوى كان أكبر بكثير، مع إجمالي عدد الضحايا.

## الجدول الزمني
«صورة: تحذير حول الحجر الصحي عند مدخل المستشفى في كاوناس»
في ديسمبر 2019: أجرى مطار فيلنيوس تدريبًا بهدف الاستعداد لاحتواء الفيروس.
في 25 يناير 2020: بدأ المتخصصون من المركز الوطني للصحة العامة بإجراء استشارات طبية للمسافرين من وإلى الصين في جميع المطارات الثلاثة في ليتوانيا.
في 26 فبراير 2020: أعلنت ليتوانيا حالة الطوارئ كإجراء وقائي ضد انتشار فيروس كوفيد-19.
في 28 فبراير 2020: أكدت ليتوانيا أول حالة إصابة بفيروس كوفيد-19، وهي امرأة تبلغ من العمر 39 عامًا وصلت إلى كاوناس من فيرونا بإيطاليا بعد رحلة عمل. ثم نُقلت إلى المستشفى في شياولياي. وفي اليوم نفسه، ألغى مجلس النواب جميع المناسبات العامة في مبانيه حتى 30 أبريل.
في 10 مارس 2020: أكّد وجود حالتي إصابة بالفيروس في كاوناس. كان هذان الشخصان (زوجان) في منتجع للتزلج في كورتينا دامبيزو، إيطاليا، في نهاية فبراير والأسبوع الأول من مارس.
في 12 مارس 2020: أمرت حكومة ليتوانيا بإلغاء جميع الأحداث العامة الداخلية لأكثر من 100 مشارك. في نفس اليوم، أمرت الحكومة بإغلاق جميع المؤسسات التعليمية بما في ذلك رياض الأطفال والمدارس العامة والجامعات لمدة أسبوعين مع التوصية باستخدام التعلم عبر الإنترنت. وأُغلقت جميع المتاحف ودور السينما والصالات الرياضية.
في 13 مارس 2020: أكّد وجود ثلاث حالات جديدة من كوفيد-19: الحالة الأولى لمواطنة إسبانية من مدريد في فيلنيوس، والثانية امرأة في كلايبيدا وصلت من تينيريفي، والثالثة رجل في كاوناس وصل من شمال إيطاليا.
في 14 مارس 2020: أكّد وجود حالتين جديدتين. عاد طالب (الذي عمل أيضًا باريستا) إلى بلاده من الدنمارك إلى مطار كاوناس في 10 مارس، وذهب بالحافلة إلى فيلنيوس، ومن هناك إلى كريتينجا. كانت نتائج اختبارات رجل ليتواني آخر عائد من إيطاليا في فيلنيوس إيجابية وتلقى العلاج في عيادات سانتارا. في وقت لاحق من نفس اليوم أُبلغ عن أول شفاء امرأة تبلغ من العمر 39 عامًا من سياليا. أُكّد وجود حالة أخرى في بانيفيز لرجل يبلغ من العمر 31 عامًا وصل من هولندا.
في 15 مارس 2020: أكّد وجود ثلاث حالات جديدة تتعلق بالسفر إلى الخارج: رجل يبلغ من العمر 25 عامًا من ريتافاز عاد من الدنمارك (عمل مع الطالب الذي كانت نتائج اختباره إيجابية لكوفيد-19 في 14 مارس)، وشخصان، شاب وشابة، في فيلنيوس عادا من كل من النرويج والنمسا.
في 16 مارس 2020: أكّدت حالتين جديدتين. كان كلا المريضين في فيلنيوس، وعادا من إسبانيا (برشلونة عبر باريس) وألمانيا. في وقت لاحق من اليوم، أكّد إصابة ثلاث حالات أخرى: أحدها في تيلسياي عاد من جمهورية الدومينيكان في 8 مارس، والإصابتان الباقيتان لشخصين في فيلنيوس عادا من النمسا.
في 16 مارس 2020: وُضعت ليتوانيا تحت الحجر الصحي. حُظرت جميع التجمعات العامة الداخلية والخارجية، وأُغلقت جميع المتاجر والشركات باستثناء محلات البقالة والصيدليات والصيدليات البيطرية، وأُغلقت جميع المطاعم والبارات، تاركة خيار تناول الطعام خارجها، وأُغلقت الحدود للأجانب بغض النظر عن وسائل النقل التي جاؤوا عن طريقها، باستثناء البضائع والنقل الخاص، ومُنعت جميع الرحلات الدولية الخارجية. ضُبط الحجر الصحي حتى 30 مارس. وأوقفت مديريات السكك الحديدية الليتوانية جميع خدمات السكك الحديدية الدولية طوال فترة الإغلاق.
في 17 مارس 2020: كان اختبار تشخيص رجل عمره أكثر من 60 عامًا عاد إلى بانيفيز من جنوب إفريقيا (عبر مطار إسطنبول) إيجابيًا. وأُعلن أن حالته شديدة وأنه بحاجة إلى جهاز تهوية اصطناعية، ليصبح أول حالة شديدة من المرض في البلاد. وفي وقت لاحق، أُكّد وجود أربع حالات جديدة: حالتان في كلايبيدا لشاب عائد من الدنمارك وشابة عادت من إيطاليا، وحالتين في فيلنيوس لرجلين عادا من التشيك وهولندا. في المساء، اُكّد وجود ثلاث حالات أخرى في فيلنيوس كانوا قد زاروا بلجيكا (بروكسل)، وسويسرا (جنيف)، وفرنسا (ميريبيل)، والمملكة المتحدة (لندن)، وكوبا.
في 18 مارس 2020: أُكّد وجود أربع حالات جديدة في فيلنيوس: شاب عاد من مقدونيا الشمالية والمملكة المتحدة، ورجلان عادا من المملكة المتحدة، ورجل من الإمارات العربية المتحدة (عبر هولندا). أُكّد وجود حالتين في منطقة كلايبيدا، هما زوجان عادا من النمسا. وتأكدت حالة أخرى في سياولياي (عاد المريض من المملكة المتحدة). اُكّدت أول حالة انتقال محلي للفيروس في كاوناس عندما نقلت امرأة عادت من المملكة المتحدة الفيروس إلى والدها.
في 19 مارس 2020: أُكّد وجود حالتين جديدتين في كلايبيدا، وكان المريضان قد عادا من النرويج وإسبانيا. في وقت لاحق من اليوم أُعلن عن وجود خمس حالات إصابة جديدة، ونُقلوا جميعهم إلى المستشفى في فيلنيوس. ثلاث حالات منهم كانوا أشخاصًا عادئدين من تركيا والمملكة المتحدة وشمال إيطاليا، وحالة واحدة مصابة محليًا من أحد أفراد أسرة المرضى، وحالة واحدة هي طبيبة من أوكميرج دون تاريخ سفر حديث، مما يجعلها حالة مشتبه بها للانتقال ضمن المجتمع بين المريض والطبيب. في اليوم نفسه أيضًا، زاد تشديد الحجر الصحي على مستوى الولاية، إذ لم يُسمَح للأشخاص بالتجمع في مجموعات أكبر من خمسة أشخاص في الأماكن العامة، وتُستَخدم ساحات اللعب فقط من قبل أطفال عائلة واحدة في وقت واحد، وقيّدت الدولة الوصول إلى المنتزه الوطني بشدة لمنع تدفق الناس.
في 20 مارس 2020: أكدت منطقة جونافا حالتها الأولى بالإصابة بالفيروس. في نفس اليوم، أُبلغ عن أول حالة وفاة بسبب مضاعفات الإصابة بالفيروس في أوكميرج لامرأة تبلغ من العمر 83 عامًا. وأُكّد أن سبب الوفاة هو الإصابة بالفيروس بعد الفحص بعد وفاتها. وأُكّد وجود إصابة طبيبين من منطقة إيغنالينا بالفيروس، كانا قد جاءا من جمهورية الدومينيكان عبر مطار هلسنكي.
في 21 مارس 2020: أبلغت مقاطعة راسينياي، وبالانغا وبلدية ماريامبوله عن حالاتهم الأولى.
في 22 مارس 2020: في وقت مبكر من الصباح، ارتفع عدد الحالات المؤكدة إلى أكثر من مئة حالة. وأبلغت مقاطعة جورباركاس، ومنطقة بيرشاي، ومنطقة شفينيونيس، ومنطقة رادفيليسكيس، ومنطقة فيلكافيسكيس عن حالاتهم الأولى.
في 23 مارس 2020: أبلغت منطقة أليتس وجونيشيس عن أول حالاتهما.
في 24 مارس 2020: أكدت مقاطعة شيلو حالتها الأولى. مُدّدت مراقبة الحدود لمدة 20 يومًا حتى 12 أبريل. تشدّد الحجر الصحي، ونُصح الجميع بإخفاء فمهم وأنفهم (بالأقنعة أو الأوشحة)، ولم يُسمح للأشخاص بالتواجد في الأماكن العامة إلا في مجموعات لا تزيد عن اثنين، ويجب على أفراد الأسرة التسوق بمفردهم. وفُوّضت المتاجر للتحكم بحركة العملاء داخل المتاجر. ابتداءً من 24 مارس، فُرض الحجر الصحي على الأشخاص الذين يأتون من الخارج بالطائرة إلى مطار فيلنيوس في أحد الفنادق. في وقت متأخر من المساء، أُبلغ عن الوفاة الثانية الناتجة عن مضاعفات الإصابة بالفيروس. أصيبت امرأة تبلغ من العمر 90 عامًا بالعدوى في مستشفى في أوكميرجو، التي خرجت منها في 16 مارس. في 23 مارس، أُدخلت إلى مستشفى سانتاروس كلينيكوس بأعراض حمى وتعب. اُكّدت إصابة ثمانية جنود في مجموعة قتالية من كتيبة الناتو متعددة الجنسيات بالفيروس. أُعيد خمسة جنود من الجيش الملكي الهولندي إلى بلادهم.
25 مارس: أوقفت شركات الحافلات الكبرى مؤقتًا مساراتها بين المدن في ليتوانيا بسبب الطلب المنخفض للغاية. أُبلغ عن الوفاة الثالثة في مستشفى أوكميرجه. أُبلغ عن الوفاة الرابعة في بانيفيزيس. أُكّدت وفاة الشخص المصاب بكوفيد-19 في 17 مارس. في فترة ما بعد الظهر، مُدّد الحجر الصحي على الصعيد الوطني حتى 13 أبريل. أصدرت حكومة ليتوانيا قرارًا لإنشاء لجنة للتعامل مع الوضع، برئاسة رئيس الوزراء سوليوس سكفيرنيليس، لمساعدة الحكومة في السيطرة على حالة الطوارئ. أكدت منطقة بلونغ ومنطقة تراكاي حالاتهما الأولى. 
27 مارس: تأكدت الوفاة الخامسة في كلايبيدا، مريضة تبلغ من العمر 94 عامًا وتعاني من العديد من الأمراض المزمنة. أبلغت مقاطعة شاكياي ومنطقة تاوراغو ومنطقة بريناي ومنطقة مايكياي عن حالاتهم الأولى. 
28 مارس: تأكدت حالة الوفاة السادسة، مريض عمره 75 عامًا يعاني من العديد من الأمراض المزمنة، في أوكميرجو. أُكّدت الحالة السابعة للوفاة في كلايبيدا. 
30 مارس: أُكّد إدخال 116 مريضًا إلى المستشفى بسبب كوفيد-19في ليتوانيا حتى يومنا هذا، خمسة منهم في حالة حرجة. أُعلن عن قيود سفر جديدة للمواطنين العائدين من الخارج -على وجه الخصوص، حظر الرحلات الجوية الخاصة بدءًا من 3 أبريل. أعلن عمدة كلايبيدا أن ستة مرضى سبق تشخيص إصابتهم بكوفيد-19 في المنطقة شفوا الآن من الإصابة، وبذلك وصل العدد الإجمالي للشفاء المؤكد إلى 7 حالات. أبلغت مقاطعة أنيكشياي عن حالتها الأولى. 
31 مارس: تجاوزت الحالات المؤكدة 500 حالة. سجلت مقاطعة أكميني ومنطقة كيلمي أولى حالاتهما. في فترة ما بعد الظهر، أُبلِغ عن حالة الوفاة الثامنة في فيلنيوس -يبلغ عمر المتوفي 77 عامًا إذ نُقل من مستشفى معرّض للخطر في أوكميرجو في 29 مارس.
1 أبريل: حظرت حكومة ليتوانيا تصدير المعدات الطبية إلى دول خارج الاتحاد الأوروبي.
2 أبريل: حتى هذا اليوم، أصيب 108 مسعف بكوفيد-19 في ليتوانيا. بعد أربع حالات مؤكدة، أُغلقت عيادة سيسكين في فيلنيوس، مركز صحي كبير يضم أكثر من 80,000 مواطن مسجل. في وقت لاحق من اليوم، أُكّدت الحالة التاسعة للوفاة -مريض من المجموعات المُعرّضة لخطر الإصابة في أوكميرجو. 
3 أبريل: بدأت الشرطة العسكرية مساعدة الشرطة واتحاد رجال البندقية الليتوانيين في تسيير دوريات في الشوارع لفرض قواعد الإغلاق. 
4 أبريل: أُغلِقت الحدود مع روسيا البيضاء وروسيا لنقل الركاب، تاركين نقطتي تفتيش مفتوحتين فقط (مع بولندا ولاتفيا) لعودة المواطنين، وعبور الأجانب والأشخاص الذين لديهم تصريح إقامة أو عمل. تأكدت حالة الوفاة العاشرة كسيدة تبلغ من العمر 83 عامًا عولجت في مستشفى كلايبيدا الجامعي. أُكّدت حالة الوفاة الحادية عشرة في كاوناس. 
5 أبريل: تأكدت حالة الوفاة الثانية عشرة في شياولياي: صاحب مطعم يبلغ من العمر 61 عامًا، دون أي حالة صحية مزمنة معروفة. أُكّدت الحالة الثالثة عشرة للوفاة في فيلنيوس: رجل شيخوخة من ميركينو، إذ قضى يومًا واحدًا فقط في المستشفى.
6 أبريل: تأكدت حالة الوفاة الرابعة عشرة في بانيفيز. سُجّل الشفاء الثامن في كلايبيدا. أُكّدت الحالة الخامسة عشر للوفاة في ماريامبولي. 
7 أبريل: وافق مجلس النواب على قانون لتنظيم أسعار السلع والخدمات الأساسية.
8 أبريل: مُدّد الحجر الصحي على مستوى الدولة حتى 27 أبريل.
9 أبريل: أُكّدت حالة الوفاة السادسة عشرة في كلايبيدا -جغرافي وعالم يبلغ من العمر 98 عامًا ومحاضر سابق في جامعة ليتوانيا للعلوم التربوية.
في 10 أبريل: أكدت شياولياي حالة الوفاة السابعة عشر. أُبلِغ عن خمس وفيات أخرى و33 حالة تعافي من قبل وزير الصحة خلال مؤتمر صحفي رسمي. فُرِض شرط إلزامي على ارتداء الأقنعة الواقية في الأماكن العامة. من 10 إلى 13 أبريل، خلال عطلة عيد الفصح، فُرِضت قيود على دخول مدن والبلدات من قبل غير المقيمين.
11 أبريل: تجاوزت الحالات الرسمية المؤكدة 1,000 حالة.
14 أبريل: وفقًا لمسؤولي المركز الوطني للصحة العامة، 73 ٪ من جميع الحالات محلية وهناك 40 نقطة ساخنة نشطة في جميع أنحاء البلاد. 62٪ إلى 64٪ من جميع المصابين أكبر من 61 عامًا.
15 أبريل: أُغلِقت مدينة نيمينسينه من 16 أبريل إلى 24 أبريل بعد تفشي المرض في مصنع ملابس محلي. وفقًا لرئيس الوزراء سوليوس سكفيرنيليس، سيُسمح فقط للأشخاص الذين يعيشون ويعملون في نيمينسينه بالدخول. يُسمح بمغادرة المدينة لأولئك الذين يعملون في مكان آخر والذين يحتاجون إلى المغادرة بسبب حالتهم الصحية. سيستمر تسليم البضائع. وفي اليوم نفسه أيضًا، نشرت حكومة ليتوانيا خطة خروج من الحجر الصحي مؤلفة أربعة مراحل. تبدأ المرحلة الأولى في نفس اليوم وتسمح بإعادة فتح بعض الشركات، بما في ذلك متاجر التجزئة غير الغذائية والمحلات التجارية التي تقدم خدمات معينة. تنص إرشادات العمل على أن المتاجر ستحتاج إلى الوصول المباشر من الشارع، وتقييد التواصل وجهًا لوجه لمدة 20 دقيقة، وخدمة عميل واحد في كل مرة، وضمان كثافة عميل واحد لكل 10 أمتار مربعة.
18 أبريل: أُكّد تسجيل رقم قياسي لـ 90 حالة جديدة. واصلت نيمينسينه بروزها كنقطة ساخنة جديدة في البلاد، مضيفةً 52 حالة جديدة بين عمال مصنع ملابس. في وقت لاحق من اليوم، أُبلِغ عن حالة خطيرة في تكية في كلايبيدا مع أكثر من 30 إصابة في المجموع.
22 أبريل: مُدّد الحجر الصحي على مستوى الدولة حتى 11 مايو وبدأت المرحلة الثانية من خطة خروج الحجر الصحي من أربع مراحل.
23 أبريل: اعتبارًا من هذا اليوم، يُسمح لجميع تجار التجزئة (بما في ذلك أولئك في مراكز التسوق) بفتح محلاتهم.
27 أبريل: وفقًا للمرحلة الثالثة من خطة خروج الحجر الصحي، يُسمح بإعادة فتح مصففي الشعر وخدمات المانيكير والمتاحف والمكتبات وملاعب الغولف والتنس ونطاقات الرماية وحدائق التزلج على الألواح والمقاهي الخارجية والمطاعم والحانات. يُسمح أيضًا بإعادة فتح الأنشطة الخارجية مثل مسارات مشاهدة المعالم والمتنزهات وحدائق الحيوان والحدائق النباتية الخارجية وأبراج المراقبة. يمكن إجراء امتحانات القيادة والطيران. يجب على جميع هذه الشركات والمؤسسات اتباع إرشادات العمل المحددة مسبقًا -ضمان 10 أمتار مربعة لكل عميل أو خدمة شخص واحد في كل مرة.
29 أبريل: تفشى المرض في دار رعاية ومستشفى في بلدة كارتينا الصغيرة. أكثر من 20 مريضاً إيجابياً إذ كان لابد من عزل المؤسسة. بدأت المرحلة الثالثة من خطة خروج الحجر الصحي. بدءًا من 30 أبريل، يُسمح ببعض الرحلات الجوية إلى الخارج، ويُسمح بفتح أسواق غير غذائية، ويُسمح بجميع الأنشطة الترفيهية الخارجية، ويُعاد فتح خدمات الرعاية الصحية المخطط لها، ويُسمح بالتدريب الرياضي الفردي في الداخل والخارج. لم يعد الشرط الإلزامي لارتداء الأقنعة في الأماكن العامة مفروضًا خارج المناطق المستقرة، في حال لم يكن هناك أي شخص آخر داخل دائرة نصف قطرها 20 مترًا.
4 مايو: رُفِعت القيود المفروضة على مغادرة المواطنين الليتوانيين لتوانيا، ويسمح للمواطنين بالسفر إلى الخارج إذا تمكنوا من إثبات أن سفرهم لن يؤثر على الوضع الوبائي في البلاد.
6 مايو: مُدّد الحجر الصحي على مستوى الدولة حتى 31 مايو وبدأت المرحلة الرابعة من خطة خروج الحجر الصحي.
11 مايو: يُسمح بدروس القيادة وامتحانات السيارات، وكذلك امتحانات اللغة الأجنبية للطلاب الذين يحتاجون إلى شهادات إتقان اللغة. اعتبارًا من 18 مايو، سيُسمح بإعادة فتح رياض الأطفال ومؤسسات التعليم ما قبل المدرسة وجميع خدمات التجميل والأسنان. سيُسمح بتدريبات النادي الرياضي الخاصة وتدريبات الرياضيين المحترفين في الداخل. يُسمح بزيارات المستشفى بإذنٍ من الطبيب، ويُسمح بوجود الشُركاء أثناء الولادة. سيُسمح بالفعاليات الخارجية التي تقل عن 30 شخصًا في حال كان بإمكان المنظّمين ضمان مسافة 2 متر بين الأشخاص ومساحة 10 متر مربع لكل مشارك. أعيد فتح الحدود مع بولندا لحركة الركاب وسُمح للمواطنين البولنديين بالذهاب إلى البلاد. عُثِر على عنقود في مستشفى مدينة فيلنيوس السريرية (5 حالات). حُددت أيضًا حالة واحدة مستوردة في كلايبيدا. كان المريض طفلاً في الحادية عشرة من عمره عاد من موسكو (عبر مطار فيلنيوس) بطائرة خاصة.
13 مايو: استأنفت لوفتهانزا الخدمة المنتظمة بين مطار فيلنيوس وفرانكفورت، لتصبح أول شركة طيران تستأنف رحلاتها من فيلنيوس بعد توقف المجال الجوي لمدة شهرين تقريبًا. قامت الحكومة الليتوانية بتفصيل المرحلة التالية من خطة الخروج من الحجر الصحي التي ستدخل حيز التنفيذ تدريجيًا على مدى بضعة أسابيع، بما في ذلك فتح المقاهي الداخلية وإلغاء المتطلبات الإلزامية لارتداء الأقنعة.
14 مايو: لم يعد ارتداء أقنعة الوجه في الأماكن العامة الخارجية إلزاميًا، ولكن بقي مُوصًى به. بقيت تغطية الوجه في الهواء الطلق إلزامية في الأسواق وأماكن التجارة والفعاليات والجولات الأخرى، بالإضافة إلى مناطق التوقف ومحطات النقل العام. التجمع في مجموعات من خمسة أشخاص مسموح به أيضًا.
15 مايو: يستطيع سكان ومواطني إستونيا ولاتفيا دخول ليتوانيا، شريطة عدم سفرهم خارج دول البلطيق في الـ 14 يومًا الماضية. يُسمح أيضًا لسكان بولندا بدخول ليتوانيا.
18 مايو: يُسمح بفتح جميع الأماكن الداخلية، بما في ذلك المطاعم والمقاهي والحانات والنوادي الليلية والكازينوهات وأماكن الترفيه، بشرط أن تتبع إرشادات العمل المحددة مسبقًا. يُسمح بالفعاليات الخارجية مع ما يصل إلى 30 شخصًا. يُسمح باستئناف العلاجات غير الضرورية. يُسمح أيضًا بالأنشطة الرياضية الداخلية.

عدد الحالات المؤكدة (الخط الأزرق) والوفيات (الخط الوردي) بمقياس لوغاريتمي. يشير الخط المستقيم على مقياس لوغاريتمي إلى نمو أسي.

## الاختبارات الطبية
17 مارس 2020: أُنشأت ثلاث مرافق اختبار متنقلة في فيلنيوس وواحدة في كاوناس. اقترحت مقاطعات أخرى أيضًا إنشاء مرافق متنقلة، واحدة لكل مقاطعة.
18 مارس: بدأ إجراء الكشف عن كوفيد-19 في مختبرات المستشفيات الرئيسية في فيلنيوس وكاوناس وكلايبيدا وشياولياي.
20 مارس: أُنشأت منشأة اختبار متنقلة في كلايبيدا.
22 مارس: بسبب النقص في لوحات التشخيص، أُوقف الاختبار مؤقتًا في مرافق الاختبار المتنقل كاوناس وكلايبيدا. في الليل، وصلت لوحات جديدة بمساعدة من القوات الجوية الليتوانية واستأنفت مرافق الاختبار المتنقلة عملها في اليوم التالي.
24 مارس: فُتِحت مرافق اختبار متنقلة في شياولياي وأليتس وماريامبوله وتلسياي.
25 - 26 مارس: فُتحت مرافق اختبار متنقلة في بانيفيز وتوراغو وأوتينا. اقتُرح وجود مختبرين آخرين لاختبار كوفيد-19. أصدرت وزارة الصحة تعليمات للبلديات بإنشاء «عيادات للحمى» لفحص المرضى المصابين بالحمى والمشتبهين بإصابتهم بفيروس كورونا.